# Sint-Idesbald
Sint-Idesbald är en ort i Belgien.   Den ligger i provinsen Västflandern och regionen Flandern, i den västra delen av landet, 120 km väster om huvudstaden Bryssel. Sint-Idesbald ligger 12 meter över havet och antalet invånare är 3 462.
Terrängen runt Sint-Idesbald är mycket platt. Havet är nära Sint-Idesbald åt nordväst. Närmaste större samhälle är Koksijde, 1,9 km öster om Sint-Idesbald. 
Trakten runt Sint-Idesbald består till största delen av jordbruksmark. Runt Sint-Idesbald är det ganska tätbefolkat, med 139 invånare per kvadratkilometer.